# Mary Queeny
Mary Queeny (arabe : ماري كويني), née le 16 novembre 1913 à Tannourine (Empire ottoman) et morte le 25 novembre 2003 au Caire (Égypte), est une actrice et productrice égyptienne d'ascendance libanaise.

## Biographie
Mary Queeny nait Mary Boutros Younis en 1913 à Tannourine dans le vilayet de Beyrouth de l'Empire ottoman. En 1923, elle déménage au Caire avec sa tante, Assia Dagher, actrice et productrice de cinéma. Elle prend le nom de scène de Mary Queeny à l'âge de 12 ans. Elle se marie à l'acteur et producteur égyptien Ahmed Galal (en), en 1940. Leur fils est le producteur Nader Galal. Jusqu'à sa retraite, elle produit tous les films qu'il a dirigé.
Son premier rôle remonte à 1929 dans Ghadat al-sahara, The Desert Beauty. Elle apparaît dans une vingtaine de films et est la première égyptienne à figurer dans un film sans voile.
En 1942, avec son mari, elle créé sa propre société de production cinématographique Galal Films qui devient Gala Studios en 1944. Durant l'âge d'or du cinéma égyptien, la société fait partie des cinq plus grands studios de cinéma.
Mary Queeny décède le 23 novembre 2003 au Caire, d'une crise cardiaque.

## Filmographie
La filmographie de Mary Queeny, comprend, entre autres, les films suivants  : 

### Actrice
- 1953 : Femmes sans hommes
- 1951 : I Sacrificed My Love
- 1950 : The Seventh Wife
- 1948 : She Was an Angel
- 1947 : Return of the Stranger
- 1947 : Saad's Mother
- 1944 : Magda
- 1942 : Rabab
- 1940 : A Rebellious Girl
- 1934 : Bewitching Eyes
- 1933 : When a Woman Loves
- 1932 : A Guilty Conscience
- 1929 : The Desert Beauty

### Productrice
- 1978 : Awlad al-halal
- 1967 : Aguazet seif
- 1967 : Endama nouheb
- 1953 : Femmes sans hommes
- 1951 : Son of the Nile